# Лука Челович
Лука Челович (на сръбски: Лука Ћеловић или Luka Ćelović) е сръбски бизнесмен и революционер, деец и главен финансист на сръбската пропаганда в Македония.

## Биография
Роден е през 1854 година в Придворци край Требине, Босна, в Османската империя. Учи в Требине, Баня Лука и Бръчко, след което се премества да работи в Белград, Сърбия. През 1875 година участва във въстанието против Османската империя в Херцеговина, а през 1876 година в Сръбско-турската война. След това се занимава с банкерство в Белград и натрупва голямо състояние. През 1902 година заедно с Милорад Годжевац, Живоин Рафаилович, Василие Йованович, Никола Спасич и Любомир Ковачевич създава „Главни одбор Четничке акциjе“ – комитет на сръбската въоръжена пропаганда в Македония. През 1903 година влиза в Централния комитет на организацията заедно с Милорад Годжевац и генерал Йован Атанацкович.
Челович дарява над 50 милиона динари на Белградския университет и оставя красива къща в Белград.